# Sam Keeley
Samuel "Sam" Keeley (Tullamore, 29 november 1990) is een Iers acteur. Hij speelde in diverse films en series, waaronder In the Heart of the Sea, Measure of a Man en Jack Taylor.

## Filmografie

### Film
- 2011: The Other Side of Sleep, als Cillian
- 2011: This Must Be The Place, als Desmond
- 2011: Two Hearts, als David 'Davey'
- 2012: What Richard Did, als Connor Harris
- 2014: Monsters: Dark Continent, als Michael Parker
- 2015: AfterDeath, als Sebastian 'Seb'
- 2015: Burnt, als David
- 2015: In the Heart of the Sea, als Charles Ramsdell
- 2016: Alleycats, als Jacob 'Jake'
- 2016: Anthropoid, als Josef Bublík
- 2016: The Siege of Jadotville, als William 'Bill Sniper' Ready
- 2017: Megan Leavey, als Sills
- 2017: The Cured, als Senan Brown
- 2018: The Ashram, als James 'Jamie'
- 2018: Measure of a Man, als James 'Jim' Smith
- 2020: Adventures of a Mathematician, als Jack Calkin
- 2020: Recon, als Benjamin 'Benny' Joyner
- 2023: Wrecker, als Wrecker
- 2024: William Tell, als Baumgarten

### Televisie
- 2010: Misfits, als Jamie
- 2010: Jack Taylor, als Frankie Buckley
- 2012: The Borgias, als jongere
- 2012: Little Crackers, als James
- 2012-2013: Raw, als Philip
- 2019: Dublin Murders, als Daniel March
- 2020: 68 Whiskey, als Cooper Roback
- 2020: The English Game, als Smalley
- 2021-2023: Kin, als Eric 'Viking' Kinsella
- 2022: Joe vs. Carole, als John Finlay
- 2024: The Dry, als Alex